# Castelo Preston
O Castelo Preston, ou Castelo Tulketh, foi um castelo de mota no distrito de Ashton-on-Ribble, em Preston, Lancashire, na Inglaterra.
O local ficou fora de uso num estágio inicial, mas o local não foi nivelado até 1855.